# Bill Delahunt
William D. "Bill" Delahunt, född 18 juli 1941 i Quincy, Massachusetts, död 30 mars 2024 i Quincy, Massachusetts, var en amerikansk demokratisk politiker. Han representerade delstaten Massachusetts tionde distrikt i USA:s representanthus 1997–2011.
Delahunt gick i skola vid Thayer Academy i Braintree. Han avlade 1963 grundexamen vid Middlebury College och 1967 juristexamen vid Boston College School of Law. Han arbetade sedan som advokat i Massachusetts. Han var distriktsåklagare för Norfolk County, Massachusetts 1975–1996.
Kongressledamoten Gerry Studds kandiderade inte till omval i kongressvalet 1996. Delahunt vann kongressvalet och efterträdde Studds som kongressledamot i januari 1997. Han efterträddes 2011 i representanthuset av partikamraten William R. Keating.